# Apeadero Arroyo Palmar
Arroyo Barú es la estación de ferrocarril ubicada en la localidad de Arroyo Palmar de la Provincia de Entre Ríos, República Argentina.

## Servicios
Está ubicada entre las estaciones de Arroyo Barú y San Salvador.